# 苏联共产党第二十四次代表大会

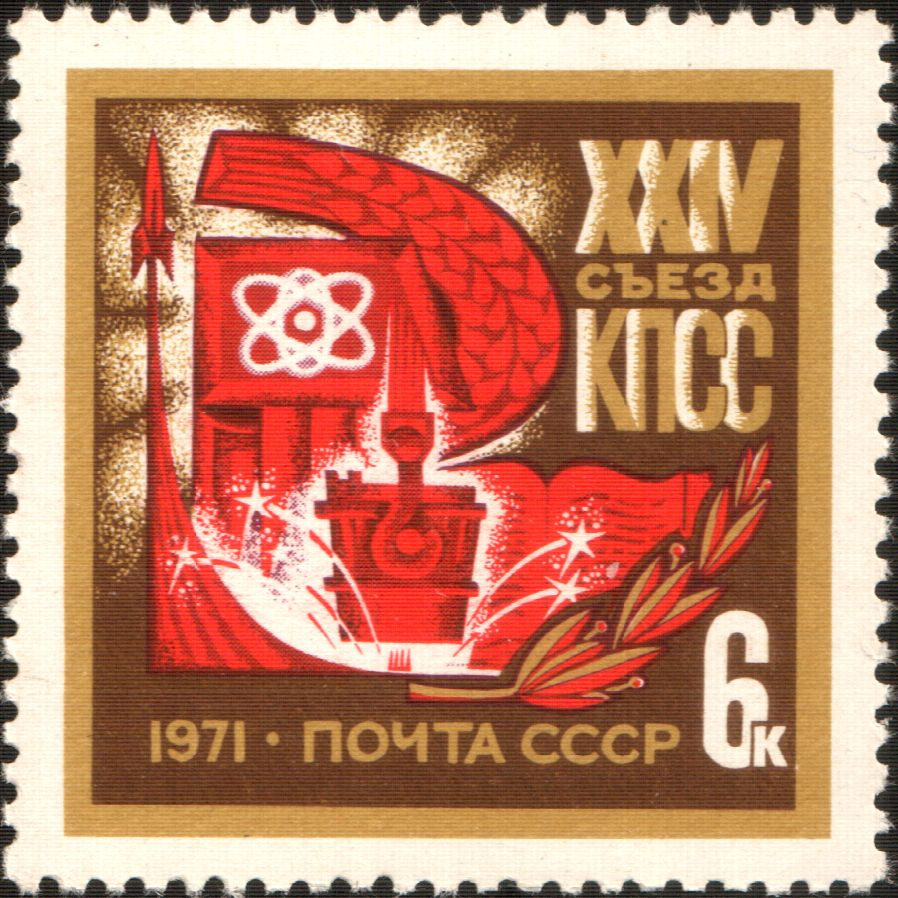
苏共二十四大期间发行的邮票

苏联共产党第二十四次代表大会（俄语：XXIV съезд Коммунисти́ческой па́ртии Сове́тского Сою́за），简称苏共二十四大（XXIV съезд КПСС），是由苏联共产党召开的代表大会。1971年3月30日至4月9日在莫斯科召开。参加会议的有4963名代表，其中包括来自91个国家的102名外国代表作为观察员参加。
苏共二十四大认可了维克托·米哈伊洛维奇·格卢什科夫的OGAS信息网络计划，但最后仅赞同发展本地信息管理系统。

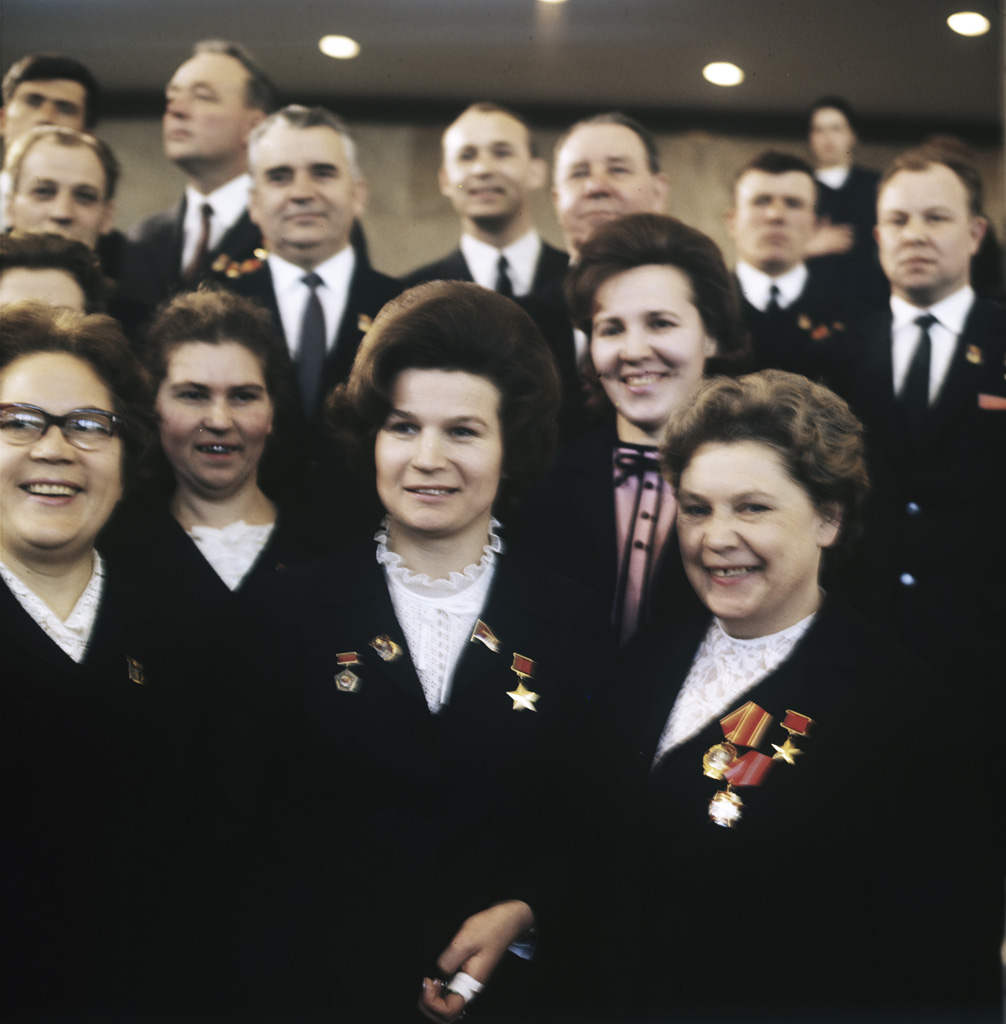
苏联女航天员瓦莲京那和苏共24大与会代表的合影